# Anna-Lisa Eriksson
Anna-Lisa Eriksson (Selånger, 21 de junio de 1928 - Härnösand, 26 de mayo de 2012) fue una esquiadora sueca.
En 1956 participó en los Juegos Olímpicos de Cortina d'Ampezzo, donde disputó dos pruebas del programa de esquí de fondo. Junto a Irma Johansson y Sonja Edström ganó la medalla de bronce en la prueba de relevos 3 × 5 kilómetros femeninos, mientras que la carrera de 10 kilómetros fue décimoptercera.
En su palmarés también destaca una medalla de bronce en el Campeonato Mundial de Esquí Nórdico de 1954. A nivel nacional ganó tres campeonatos de manera consecutiva, entre 1954 y 1956, en la prueba de relevos.